# Jelun
Jelun is een bestuurslaag in het regentschap Banyuwangi van de provincie Oost-Java, Indonesië. Jelun telt 2388 inwoners (volkstelling 2010).